# Тангупская
Тангу́пская — упразднённая в июле 1988 года деревня в Таборинском районе Свердловской области России.

## Географическое положение
Располагалась на правом берегу реки Тавда у места впадения в неё реки Тангупка в 7 км к юго-востоку от деревни Носово, в 63 км к северо-западу от районного центра села Таборы и в 410 км к северо-востоку от Екатеринбурга.

## История
До 1954 года находилась в административно-территориальном подчинении Унже-Павинского сельсовета. 18 июня 1954 года указом Президиума Верховного Совета РСФСР перечислена в состав Носовского сельсовета.
26 июля 1988 года решением Свердловского облисполкома исключена из учётных данных.